# Bitva u Uherského Brodu
Bitva u Uherského Brodu či také Bitva na Hrubém Boru byla válečným střetem mezi českým vojskem pod velením Jindřicha z Poděbrad, syna českého krále Jiřího z Poděbrad, a uherským vojskem vedeným uherským králem a českým vzdorokrálem Matyášem Korvínem v rámci česko-uherských válek. Odehrála se 2. listopadu 1469 na návrší Hrubý Bor mezi Bílovicemi a Mistřicemi a skončila porážkou Korvínových oddílů, které byly zahnány na útěk směrem k nedalekému Uherskému Brodu.
Legenda o útěku Maryáše Korvína po prohrané bitvě, údajně v ženském převleku, vešla ve zdejším regionu Slovácka v obecnou známost jako pravděpodobný základ utváření lidové slavnosti jízda králů.

## Pozadí

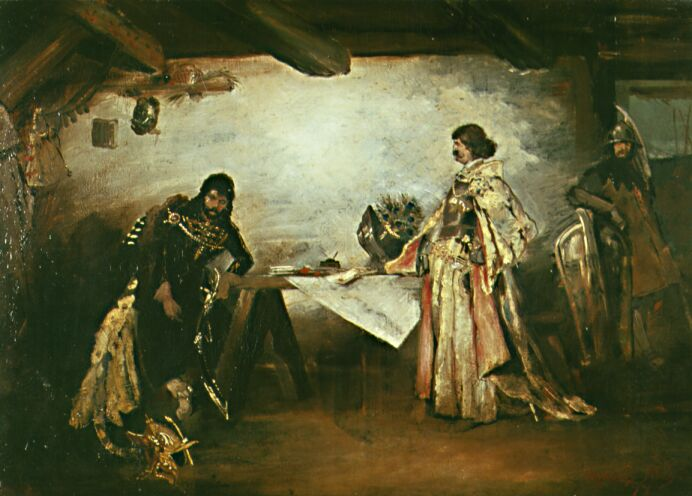
Setkání Jiřího z Poděbrad s Matyášem Korvínem v kovárně v Úhrově (malba M. Alše)

Dne 23. prosince 1466 prohlásil papež Pavel II. Jiřího z Poděbrad jako kacíře za sesazeného z trůnu a vyhlásil proti kališnickým Čechám křížovou výpravu. Útokům houfů křižáků z okolních zemí, stejně jako akcím domácí katolické Zelenohorské jednoty, vojska Jiřího z Poděbrad úspěšně čelila. V březnu roku 1468 zahájil přímý boj vykonavatel papežské klatby uherský král Matyáš Korvín. Vpadl na Moravu a postupně likvidoval Jiřího pozice: jeden za druhým byly dobyty Třebíč, opevněný klášter Hradisko u Olomouce, posléze po půlročním obléhání také hrad Špilberk v Brně. Výprava Čechů proti Matyášovým vojskům skončila katastrofou, když v bitvě u Zvole bylo české vojsko rozprášeno a jeho velitel Zdeněk Kostka z Postupic byl smrtelně zraněn.

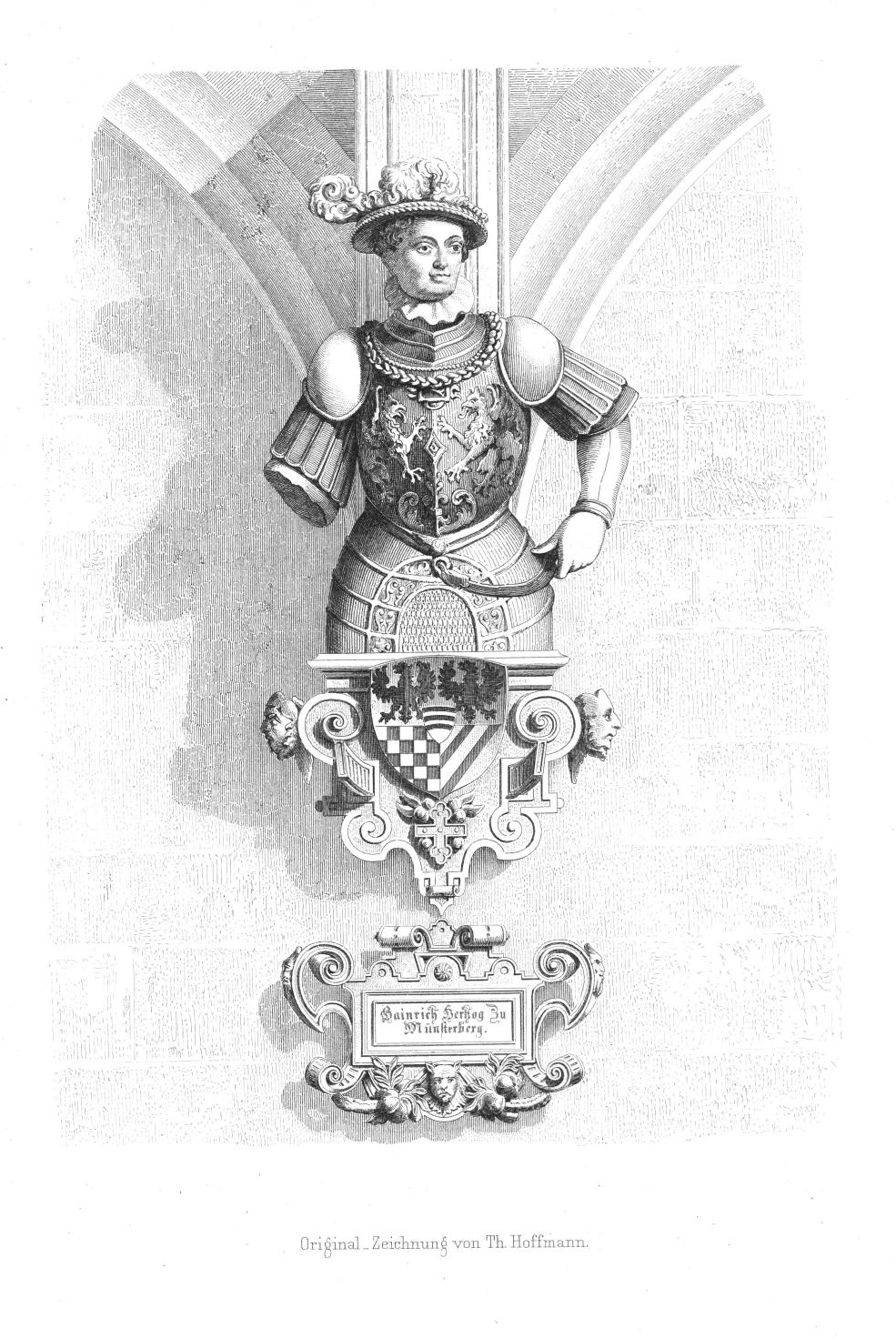
Jindřich I. starší z Minsterberka

Začátkem února roku 1469 se Korvín se silným vojskem vydal na tažení do Čech znovu, byl však obklíčen u Vilémova a po osobním jednání s Jiřím nucen slíbit, že akcí proti němu zanechá. Svůj slib však nedodržel a brojil proti Jiřímu dál. 3. května byl katolickými pány zvolen v Olomouci za českého krále. V červnu však český zemský sněm tuto volbu odmítl a na návrh Jiřího z Poděbrad uznal nástupnictví Vladislava Jagellonského na český trůn. Zejména na Moravě a ve Slezsku se rozhořely boje mezi příznivci obou znesvářených táborů. Bojů ve Slezsku a Lužici se jako velitel účastnil Jiřího mladší syn Jindřich, starší Viktorín pak čelil uherskému náporu na jižní Moravě.
Ve vedení vojska nepříliš zručný a zbrklý vojenský velitel Viktorín po několika bojových konfrontacích padl 27. července 1469 po tzv. bitvě u Veselí nad Moravou do uherského zajetí. Na moravsko-uherskou hranici byl následně vyslán úspěšný vojevůdce Jindřich z Poděbrad, který měl za úkol především pomoci Korvínovým vojskem obléhané opěrné pevnosti české královské moci v regionu, Uherskému Hradišti. Zde se českému vojsku koncem října podařilo v tzv. bitvě u Uherského Hradiště prorazit obléhání města dobytím jednoho z uherských opevněných srubů a zásobit jej touto cestou potravinami a střelivem.

## Průběh bitvy
Po tomto úspěchu plánoval Jindřich co nejrychlejší útok na hlavní tábor uherského vojska rozkládající se nedaleko Bílovic, na přístupové cestě do Uhry ovládaného Uherského Brodu. Ten měl přijít pravděpodobně 2. listopadu. Aby uherské vojsko, rozložené v pěti šicích mezi Hradištěm a Bílovicemi, zmátl o počtu svých sil, vyslal směrem k uherským pozicím průzkumný oddíl o šesti stech jezdcích pod velením Oldřicha z Kounic, aby nepřítel propadl dojmu, že k Hradišti dorazily pouze české průzkumné oddíly a po stažení české jízdy ani nebyly uvedeny do bojové pohotovosti.
Jindřich poté nařídil vést hlavní útok s nasazením mnohem větší bojové síly, se kterými na nepřipravená uherská ležení udeřil. Útoku byl mj. účasten též moravský vojenský předák Leopold Krajíř z Krajku. Rozkaz k mobilizaci Uhrů byl vydán nedlouho před útokem a ti tak nebyli schopni českému útoku efektivně čelit. Ke střetu došlo při návrší Hrubý Bor rozkládající se mezi Bílovicemi a Mistřicemi. Uherské oddíly, včetně krále Matyáše, se následně obrátily na zmatený ústup směrem do Uherského Brodu. Odtud pak po čase zahájili evakuaci do Horních Uher. České vojsko následně převzalo bojovou iniciativu a v dalších dnech a týdnech pronásledovalo ustupujícího nepřítele až do oblasti Pováží.
Přesná čísla o ztrátách obou vojsk nejsou známa, uherské vojsko nicméně nejspíše přišlo o většinu bojeschopných sil, vinou zajetí, útěku či zabití.

## Hodnocení bitvy
Bitva znamenala pro české vojsko důležité strategické vítězství, která tak zakončila Korvínovy výboje v českých zemích a vypudila jej mimo jejich území, ba jej do Horních Uher i pronásledovala. Český výpad do Horních Uher pak trval až do roku 1470. Sám Korvín se po bitvě spěšně uchýlil na Trenčínský hrad, kde byl mj. držen též zajatý Viktorín z Poděbrad. Ten byl pak propuštěn roku 1471, mj. poté, co konvertoval od kališnictví ke katolictví.

Další tažení na Moravu pak zahájil Korvín v létě 1470: 26. června obléhal Hodonín, 12. července pak zvítězil při přepadu oddílů Václava Vlčka v bitvě na říčce Valové. Česko-uherské války pak pokračovaly i po smrti krále Jiřího z Poděbrad roku 1471, byť v menším rozsahu a intenzitě, kdy jej ve sporu o následnictví a legitimitu českého trůnu s Matyášem nahradil Vladislav Jagellonský. Spor mezi oběma panovníky formálně urovnala Olomoucká smlouva, střety v dílčí míře však probíhaly až do smrti Matyáše Korvína roku 1490.

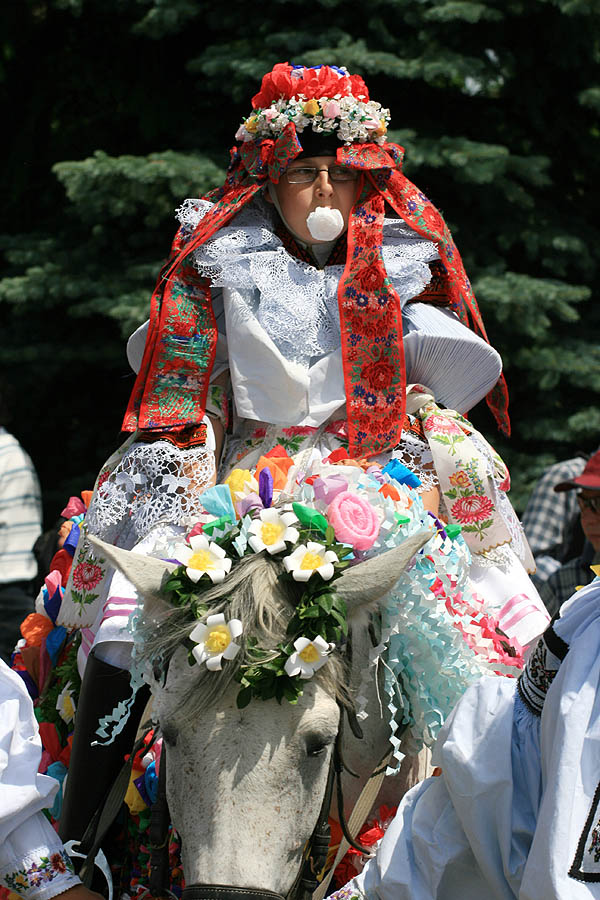
Jízda králů ve Vlčnově

## Památky bitvy

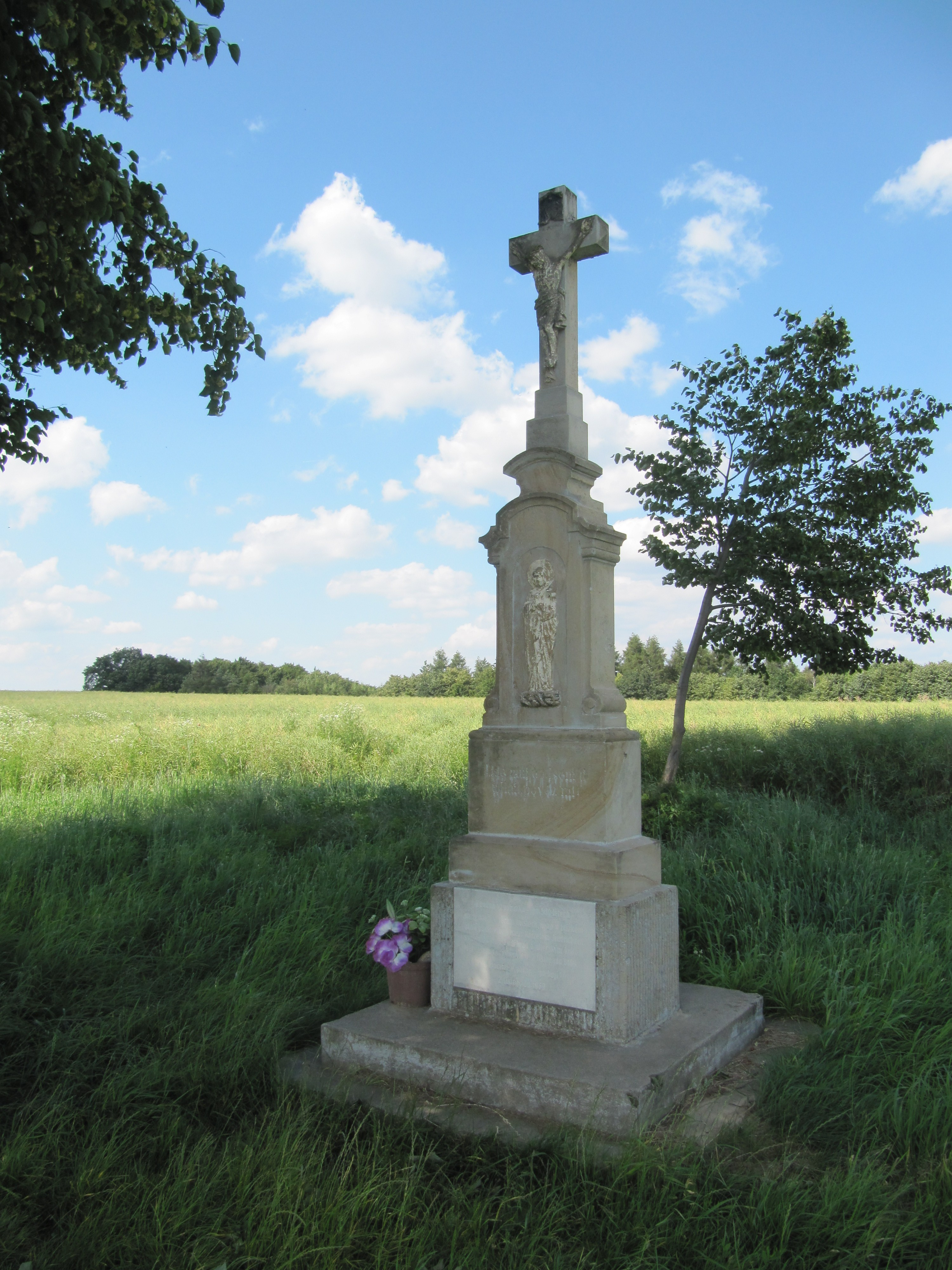
Kříž na Hrubém Boru u Mistřic

Nejpozději od 19. století se na Slovácku pořádá lidová slavnost nazvaná Jízda králů, při které je vždy jeden vybraný dospívající chlapec oděn do dívčího kroje a na koni pak s průvodem prochází ulicemi. Prvky ceremonie jsou odvozeny od pověsti o útěku uherského krále přes Slovácko do Trenčína. Matyáš Korvín se měl převléci za ženu, ozdobit se pentlemi, do úst vložit růži, aby se hlasem neprozradil a jelikož utíkal z boje bez prostředků, musel (buď on samotný nebo zbytek jeho družiny) žádat vesničany o jídlo. Obcemi proslulými pořádáním slavnosti jsou především Vlčnov, Hluk či Kunovice.
Od roku 2011 je Jízda králů zapsána organizací UNESCO na seznam Mistrovských děl ústního a nehmotného dědictví lidstva.
Na kamenný kříž umístěný na Hrubém Boru byla roku 1969 u příležitosti 500. výročí bitvy přidána pamětní deska. Událost je také pravidelně připomínána prostřednictvím historických bojových rekonstrukcí.